# The Road to Hong Kong (album)
The Road to Hong Kong (podtytuł: Original Soundtrack Album) – album ze ścieżką dźwiękową z udziałem Binga Crosby’ego, Boba Hope’a, Dorothy Lamour, Joan Collins i Roberta Farnona z orkiestrą. Pochodzi z filmu Droga do Hong Kongu (ang. The Road to Hong Kong) z 1962 roku.

## Lista utworów
Wszystkie piosenki zostały napisane przez Jimmy'ego Van Heusena (muzyka) i Sammy'ego Cahna (teksty). Robert Farnon napisał cztery utwory orkiestrowe.

### strona 1
| 1. | „Overture” (Robert Farnon & Orchestra)                    | 2:44  |
|    |                                                           |       |
| 2. | „Team Work” (Bing Crosby & Bob Hope)                      | 2:12  |
|    |                                                           |       |
| 3. | „Reluctant Astronauts” (Robert Farnon & Orchestra)        | 3:10  |
|    |                                                           |       |
| 4. | „Warmer Than a Whisper” (Dorothy Lamour)                  | 3:04  |
|    |                                                           |       |
| 5. | „The Only Way to Travel” (Robert Farnon & Orchestra)      | 2:28  |
|    |                                                           |       |
| 6. | „Let's Not Be Sensible Blues” (Robert Farnon & Orchestra) | 2:33  |
|    |                                                           |       |
|    |                                                           | 16:11 |
|    |                                                           |       |

### strona 2
| 1. | „The Road to Hong Kong” (Bing Crosby & Bob Hope)     | 3:06  |
|    |                                                      |       |
| 2. | „Let's Not Be Sensible” (Bing Crosby & Joan Collins) | 2:35  |
|    |                                                      |       |
| 3. | „Lamasery Chant” (Robert Farnon & Orchestra)         | 3:56  |
|    |                                                      |       |
| 4. | „Moon over Hong Kong” (Robert Farnon & Orchestra)    | 3:35  |
|    |                                                      |       |
| 5. | „The Chase” (Robert Farnon & Orchestra)              | 2:31  |
|    |                                                      |       |
|    |                                                      | 15:43 |
|    |                                                      |       |

## Utwór„Let’s Not Be Sensible”
Miłosna ballada Binga – „Let’s Not Be Sensible” zawiera kilka linijek śpiewanych przez Joan Collins, a w filmie pojawia się nagła przerwa, która ucina piosenkę, gdy Bing ma śpiewać słowo „love”. Ścieżki do filmu zostały prawdopodobnie nagrane we wrześniu 1961 roku i można przypuszczać, że pełna wersja „Let’s Not Be Sensible” została przygotowana przed późniejszym montażem. Wydaje się jednak, że oryginalny utwór został zagubiony lub skasowany, a Bing wrócił już do USA, zanim LP był przygotowany. Producent albumu nie miał innego wyjścia, jak spróbować wykorzystać wersję zastosowaną w filmie, mimo że brakowało zakończenia. Rozwiązaniem było sprowadzenie Mike'a Sammesa, znanego aranżera wokalnego i wokalisty wspierającego, aby zaśpiewał słowo „love”.